# Reggenza di Lombok Settentrionale
La reggenza di Lombok Settentrionale (in indonesiano: Kabupaten Lombok Utara) è una reggenza dell'Indonesia, situata nella provincia di Nusa Tenggara Occidentale.